# (5196) Bustelli
(5196) Bustelli es un asteroide perteneciente a la familia de Eunomia en el cinturón de asteroides, descubierto el 30 de septiembre de 1973 por Cornelis Johannes van Houten en conjunto a su esposa también astrónoma Ingrid van Houten-Groeneveld y el astrónomo Tom Gehrels desde el Observatorio del Monte Palomar, Estados Unidos.

## Designación y nombre
Designado provisionalmente como 3102 T-2. Fue nombrado Bustelli en honor a Franz Anton Bustelli, artista italiano-suizo que trabajó al principio en Viena, luego se convirtió en un famoso modelista de cerámica en la Fábrica de Porcelana de Nymphenburg en Munich. Las figuras que realizó para la Commedia dell'arte son su obra maestra.

## Características orbitales
Bustelli está situado a una distancia media del Sol de 2,697 ua, pudiendo alejarse hasta 3,078 ua y acercarse hasta 2,316 ua. Su excentricidad es 0,141 y la inclinación orbital 13,22 grados. Emplea 1618,40 días en completar una órbita alrededor del Sol.

## Características físicas
La magnitud absoluta de Bustelli es 12,9. Tiene 6 km de diámetro y su albedo se estima en 0,146. Está asignado al tipo espectral S según la clasificación SMASSII.